# Habenaria anguiceps
Habenaria anguiceps är en orkidéart som beskrevs av Harry Bolus. Habenaria anguiceps ingår i släktet Habenaria och familjen orkidéer. Inga underarter finns listade i Catalogue of Life.